# 3603 Gajdušek
3603 Gajdušek è un asteroide della fascia principale. Scoperto nel 1981, presenta un'orbita caratterizzata da un semiasse maggiore pari a 2,5705919 UA e da un'eccentricità di 0,1236274, inclinata di 5,22628° rispetto all'eclittica.
L'asteroide è dedicato all'ottico ceco Vilém Gajdušek, autore di molti telescopi di osservatori cechi e slovacchi.